# Severn Valley Railway

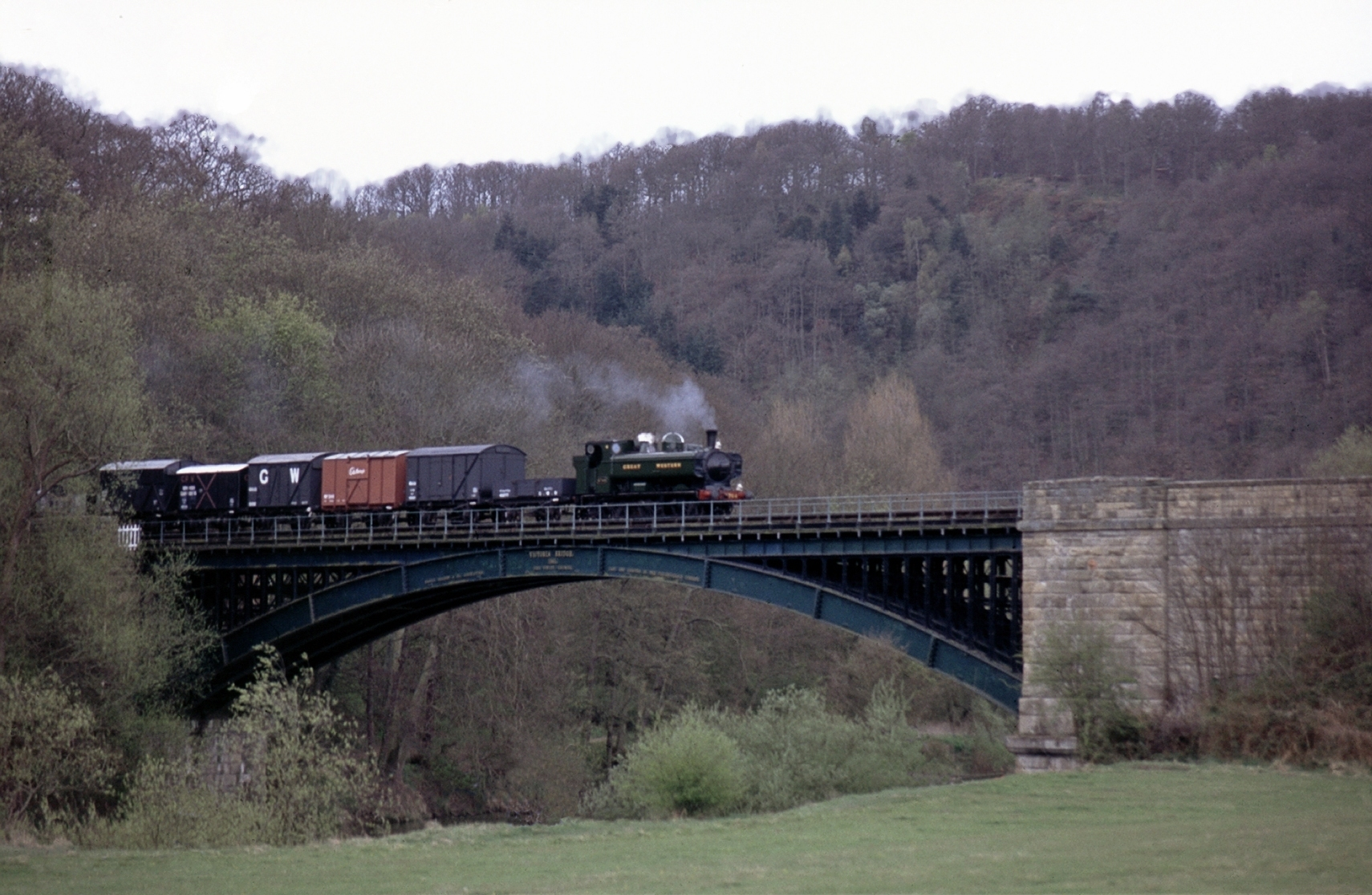
Victoria Bridge met een trein van de SVR

De Severn Valley Railway is een toeristische spoorweg in de Engelse graafschappen Shropshire en Worcestershire. De 16 mijl (27 km) lange spoorlijn loopt van Bridgnorth naar Kidderminster langs de vallei van de Severn. Diensten worden uitgevoerd door stoomlocomotieven, terwijl ook diesellocomotieven worden ingezet. Het traject dat in normaalspoor is uitgevoerd is een van de populairste toeristische spoorlijnen in het Verenigd Koninkrijk. Er worden regelmatig speciale evenementen georganiseerd met thema's op het gebied van stoom en diesel.

## Geschiedenis

### Commercieel bedrijf
Het traject werd tussen 1858 en 1862 aangelegd en verbond de plaatsen  Hartlebury (bij Droitwich Spa) en Shrewsbury, over een afstand van 40 mijl (64 km). Hoewel de spoorlijn door de oorspronkelijke Severn Valley Railway Company, werd hij vanaf de opening op 1 februari 1862  door de West Midland Railway geëxploiteerd. Deze maatschappij werd op 1 augustus 1863 overgenomen door de Great Western Railway (GWR). In 1878 opende de GWR een verbinding tussen Bewdley en Kidderminster, waarmee een rechtstreekse treinverbinding tussen de Black Country en Shropshire tot stand kwam.
Voorafgaand aan de conservering als toeristische spoorlijn was de Severn Valley Line nooit een commercieel succes. De voornamelijke bron van inkomst was het vrachtvervoer, in hoofdzaak bestaand uit landbouwproducten en steenkool uit de kolenmijnen van Alveley en Highley. Gedurende de Tweede Wereldoorlog werd de lijn gebruikt als bypass rond de West Midlands. Na de nationalisatie van de Britse spoorwegen in 1948 begon het passagiersvervoer te verminderen. In januari 1962 maakte British Railways bekend dat werd onderzocht of de Severn Valley Line nog rendabel was. Op 9 september 1963 werden het passagiersvervoer gestopt en op 30 november 1963 kwam ook een einde aan het doorgaande vrachtvervoer. Na de sluiting werd het spoor ten noorden van Bridgnorth opgebroken. Ten zuiden van Alvely bleef het kolenvervoer tot 1969 bestaan en er was tot januari 1970 een verbinding voor personenvervoer met een uitgedunde dienstregeling tussen Bewdley, Kidderminster en Hartlebury. Een klein deel van de lijn bleef in gebruik voor kolentransport naar de energiecentrale bij Ironbridge, totdat deze in november 2015 werd gesloten.
De Severn Valley Line werd voor een groot deel van diens commerciële bestaan door de Great Western Railway en zijn opvolger, de Western Region of British Railways geëxploiteerd.

### Toeristisch bedrijf
In juli 1965 werd de Severn Valley Railway Society opgericht. De leden hiervan wilden het in 1963 gesloten deel van de lijn behouden. Om dit doel te bereiken werd in mei 1967 de Severn Valley Railway Company opgericht. Het doel was het "bewaren, behouden en restaureren van de normaalspoor spoorlijn lopend van Bridgnorth naar Kidderminster via Bewdley".
Aanvankelijk kocht de SVR 5½ mijl van de lijn tussen Bridgnorth en de kolenmijn van Alveley van BR voor de prijs van £25,000. In mei 1970 werd een vergunning afgegeven voor een lijndienst tussen Bridgnorth en Hampton Loade. Het einde van de kolentransporten uit de mijn in 1973 maakte het mogelijk voor de  SVR om nog een 8½ mijl spoor tot Foley Park aan te kopen tegen een prijs van van £74,000. In mei 1974 werd de dienstregeling uitgebreid tot Bewdley.
Toen in 1982 het goederenvervoer vanuit de British Sugar Company in Foley Park stopte, kocht de SVR het laatste deel van de lijn naar Kidderminster aan voor £75,000. De SVR huurde de voormalige overslagplaats van Comberton Hill bij Kidderminster van British Rail, waarop een nieuw station werd gebouwd. Dit was op tijd gereed om vanaf 20 juli 1984 passagiers naar Kidderminster te vervoeren. Sindsdien zijn vele uitbreidingen en verbeteringen uitgevoerd. In 2008 werd het Engine House Museum in Highley geopend. Het 50-jarig bestaan van de Severn Valley Railway in 2015 werd uitgebreid gevierd met evenementen rond de spoorlijn.

## Stations

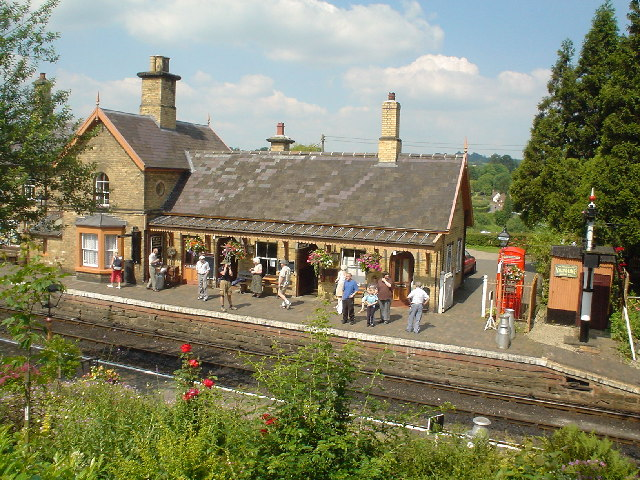
Arley Station

Langs de lijn liggen de volgende stations:
- Bridgnorth, het enige stationsgebouw aan de lijn dat als listed building is geclassificeerd.
- Eardington Halt, gesloten in 1982 en momenteel uitsluitend in gebruik voor opslag.
- Hampton Loade
- Country Park Halt (de trein stopt hier uitsluitend op verzoek).
- Alveley Halt, nooit heropend na de sluiting door British Rail omdat dit station uitsluitend een nu gesloten kolenmijn bediende.
- Highley
- Arley
- Northwood Halt (de trein stopt hier uitsluitend op verzoek).
- Bewdley
- Kidderminster Town

Met uitzondering van de twee haltes Country Park en Northwood hebben alle tussengelegen stations de mogelijkheid om treinen te laten passeren. Passagiers kunnen er overstappen, behalve op Highley, waar geen perron is langs het passeerspoor. De lijn is enkelspoor, met uitzondering van een klein stukje tussen Bewdey South en Bewdey North.
Het station Kidderminster Town is niet origineel, maar is door de SVR gebouwd. Het is gebaseerd op het originele GWR station in Ross-on-Wye uit 1892.
Sinds de goedkeuring van de verbouwingsplannen in 2016 wordt het station van Bridgnorth aanzienlijk uitgebreid. Aan het bestaande gebouw wordt een nieuw deel gebouwd.